# 田村玄
田村 玄（たむら げん、1954年 - ）は、日本の声楽家、テノールソリスト、指揮者。

## 略歴
- 1954年（昭和29年）長野県松本市生まれ。
- 1972年（昭和47年） 長野県松本県ヶ丘高等学校卒業[1]。
- 1978年（昭和53年） 東京芸術大学声楽科同大学院修了[2]。
- 1984年（昭和59年）ベートーヴェン交響曲第9番のテノールソリストとして渡欧。ドレスデン国立歌劇場、ライプツィヒゲバントハウスホール、ウィーン楽友協会ホールで公演[2]。
- 1985年（昭和60年）イタリア・ミラノ音楽院入学[2]。

## 人物
テノールソリストとしての客演、独自の企画によるコンサート活動のほかに、
現在、合唱団指揮者、音楽指導者として主に関東を中心に各地の合唱団を指導している。